# Подгайное (Черниговская область)
Подгайное (укр. Підгайне) — село в Носовском районе Черниговской области Украины. Население 101 человек. Занимает площадь 0,58 км².
Почтовый индекс: 17105. Телефонный код: +380 4642.

## Власть
Орган местного самоуправления — Носовский городской совет. Почтовый адрес: 17100, Черниговская обл., Носовский р-н, г. Носовка, ул. Центральная, 20.